# François Folie

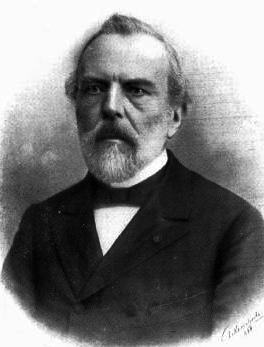
François Folie

François Jacques Philippe Folie (* 11. Dezember 1833 in Venlo; † 29. Januar 1905 in Brüssel) war ein belgischer Mathematiker und Astronom.

## Leben
Er wurde als Sohn eines Hauptmanns der Artillerie in Venlo geboren. Venlo gehörte zum Zeitpunkt seiner Geburt zu Belgien und ab Ende der 1830er Jahre zu den Niederlanden. Nach der Ernennung seines Vaters zum Kommandanten einer 1841 gegründeten Militärschule der Artillerie zog die Familie nach Lüttich. Folie studierte an der Universität Lüttich und wurde dort 1855 in Mathematik und Physik promoviert.
Nach dem Tod seines Vaters war er als ältester Sohn gezwungen, seine Mutter und seine sechs Geschwister finanziell zu unterstützen. Im Jahr 1857 wurde er als Dozent für Mathematik an die Universität Lüttich berufen. Während dieser Zeit konnte er zu Kurzbesuchen nach Bonn an die dortige Universität reisen, wo er von Friedrich Wilhelm August Argelander und dessen Assistenten in die praktische Astronomie eingeführt wurde. Argelander war ein Schüler von Friedrich Wilhelm Bessel an der Universität Königsberg und wurde 1837 zum Direktor der Sternwarte in Bonn ernannt. Folie weilte 1859 und 1862 zu längeren Besuche in Bonn und lernte dort Rudolf Clausius kennen und wurde durch ihn mit dem damaligen Stand der Wärmelehre vertraut. (Clausius benutzte den Begriff „mechanische Wärmetheorie“.) Er schlug der Universität Lüttich vor, eine kostenlose Vorlesung über mechanische Wärmetheorie halten zu dürfen. 1867 erhielt er einen entsprechenden Auftrag und beendete deshalb 1868 seine Lehrtätigkeit in mathematischen Fächern. Anschließend lehrte er aus finanziellen Gründen mehrere Jahre an der École industrielle in Lüttich. 1872 kehrt es als Administrateur-Inspecteur an die Universität Lüttich zurück. Dieses Amt hatte er bis 1884 inne, und während seiner Zeit in dieser leitenden Verwaltungsfunktion wurden viele der wissenschaftlichen und medizinischen Gebäude der Universität Lüttich errichtet. Daneben veröffentlichte er mathematische Arbeiten, speziell zur Geometrie.
1883 trat Jean-Charles Houzeau als Direktor der Königlichen Sternwarte von Belgien in Brüssel zurück. Um die Forschungsbedingungen am Observatorium zu verbessern, wurde ein Neubau geplant. Folie wurde 1885 zum Direktor ernannt und überwachte in den folgenden Jahren den Bau eines neuen nationalen Observatoriums in Uccle. Nach seiner Ernennung zum Direktor des Observatoriums veröffentlichte er keine weiteren Arbeiten über Geometrie. Er publizierte jedoch zahlreiche Beiträge zur Astronomie. Im Jahr 1897 ging er in den Ruhestand und kehrte nach Lüttich zurück, wo er seine letzten Jahre verbrachte.
1869 wurde er zum korrespondierenden und 1874 zum Vollmitglied der Académie royale des Sciences, des Lettres et des Beaux-Arts de Belgique gewählt.